# 格里尼奥勒 (多尔多涅省)
格里尼奥勒（法語：Grignols，法語發音：[ɡʁiɲɔl]）是法国多尔多涅省的一个市镇，属于佩里格区。

## 地名
名称拼写相同的市镇在法国的吉倫特省亦有出现，不过其末尾的“s”发音，而此地的不发音。

## 地理
格里尼奥勒（45°4'57"N, 0°32'26"E）面积20.41 平方千米，位于法国新阿基坦大区多爾多涅省，该省份为法国西南部内陆省份，是法國本土面积第三大的省，大致对应佩里戈尔地区，北起顺时针与夏朗德省、上维埃纳省、科雷兹省、洛特省、洛特-加龙省、吉倫特省和滨海夏朗德省接壤。
与格里尼奥勒接壤的市镇（或旧市镇、城区）包括：圣阿斯捷、维朗布拉尔、若尔、韦恩河畔芒扎克、蒙特朗、讷维克、圣让代斯蒂萨克、瓦勒勒伊、伊勒河畔圣莱昂。
格里尼奥勒的时区为UTC+01:00、UTC+02:00（夏令时）。

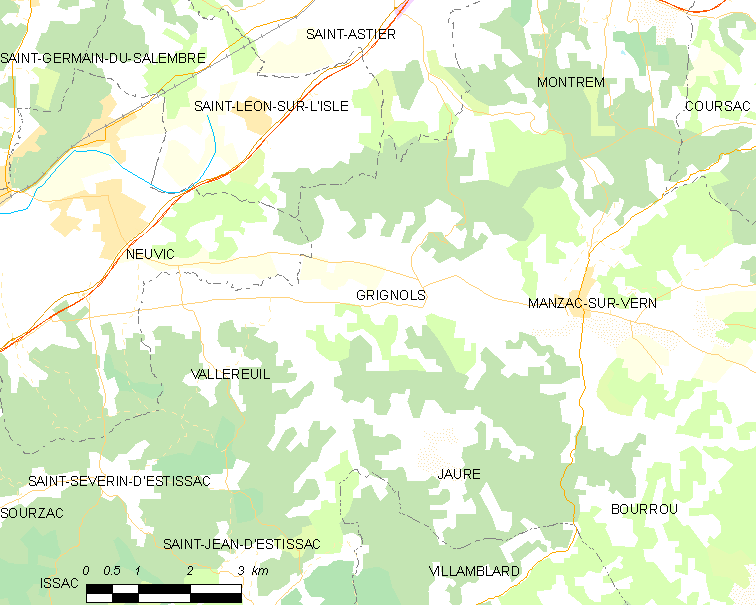
格里尼奥勒的OSM定位图

## 行政
格里尼奥勒的邮政编码为24110，INSEE市镇编码为24205。

## 政治
格里尼奥勒所属的省级选区为圣阿斯捷县。

## 人口

1962-2008年间格里尼奥勒人口变化图示

格里尼奥勒于2022年1月1日时的人口数量为668人。